# سعید نیکزاد لاریجانی
میر سعید نیکزاد لاریجانی (زاده ۲۳ فروردین ۱۳۳۴ آمل) معاون امور حقوقی و مجلس وزارت امور اقتصادی و دارایی ایران است.
وی پیش از این عضو هیئت مدیره شرکت سرمایه‌گذاری‌های خارجی ایران ایران در کابینه اول حسن روحانی بود.
نیکزاد در حال حاضر عضو هیئت مدیره بانک توسعه صادرات است و پیش از این مدیر کلی مطالعات اقتصادی و ریاست امور تولیدی و زیربنایی نهاد ریاست جمهوری در دولت سید محمد خاتمی را بر عهده داشت.